# Медаль Его Величества Короля (Швеция)
Медаль Его Величества Короля — государственная награда Королевства Швеция.

## История
Медаль Его Величества Короля была учреждена около 1814 года и присуждается подданным Шведского королевства, а также иностранным гражданам, за особые заслуги. Высокопоставленные служащие правительства Швеции, высшие государственные чиновники получают медаль «за долгую и верную службу». Медаль Его Величества Короля занимает вторую позицию в наградной системы государства после медали Серафимов, и с 1975 года, когда было прекращено вручение шведских орденов шведским подданным, является высшей наградой, вручаемой королём.
В 2018 году была учреждена медаль 5-го размера из золота на темно-синей ленте с золотой лавровой ветвью для награждения за заслуги перед шведским спортом.

## Статут
Медаль Его Величества Короля характеризуется несколькими размерами в золоте и серебре, а также способом ношения, на цепочке или ленте определённого цвета:
| Название                                                                | Постноминальное обозначение | Примечание                 |
| ----------------------------------------------------------------------- | --------------------------- | -------------------------- |
| Золотая медаль 12-го размера с бриллиантами, на золотой цепочке         | sGM12mkedjaobr              |                            |
| Золотая медаль 12-го размера, на золотой цепочке                        | sGM12mkedja                 |                            |
| Золотая медаль 12-го размера, на шейной ленте цветов ордена Серафимов   | sGM12mserafb                |                            |
| Золотая медаль 12-го размера, на шейной ленте синего цвета              | sGM12mhb                    |                            |
| Золотая медаль 8-го размера, на шейной ленте синего цвета               | sGM8mhb                     | Вручалась в 1975—1983 годы |
| Золотая медаль 8-го размера, на нагрудной ленте цветов ордена Серафимов | sGM8mserafb                 |                            |
| Золотая медаль 8-го размера, на нагрудной ленте синего цвета            | sGM8                        |                            |
| Серебряная медаль 8-го размера, на нагрудной ленте синего цвета         | sSM                         |                            |
| Золотая медаль 5-го размера, на нагрудной ленте синего цвета            | sGM5                        | Вручается с 2015 года      |

Медаль 12-го размера, вручаемая на цепи, с 1975 года, по награждению эквивалентна возведению в рыцари ордена Серафимов. Единственным обладателем медали 12-го размера с бриллиантами стал принц Бертиль 28 февраля 1987 года в ознаменование его 75-летнего юбилея.
Размер и вид вручаемой медали зависит от должности, которую занимает награждаемый, либо его социального статуса.
Медаль 12-го размера на цепи обычно вручается подданным, которые в силу своих профессиональных обязанностей занимали посты:
- Тальмана риксдага;
- Премьер-министра;
- Маршала;
- Председателя Верховного суда;
- Председателя Высшего административного суда;
- Председателя Апелляционного суда;
- Архиепископа;
- Главнокомандующего вооружёнными силами.

## Описание
Медаль 12-го размера составляет 43 мм в диаметре, а 8-й размер — 31 мм в диаметре.
Медаль изготавливается в соответствии со своим рангом из позолоченного серебра или просто серебра. Имеет вид правильной окружности с бортиком и коронована шведской королевской короной с кольцом, при помощи которого крепится к ленте или цепи.
Аверс медали несёт на себе погрудное профильное изображение правящего монарха с королевской легендой по окружности.
В ранге 12-го размера с бриллиантами на цепи королевская корона декорируется мелкими бриллиантами.
Реверс изначально был пустым для отображения имени награждённого. С 2014 года имеет лавровый венок по окружности. В центре выбивается имя награждённого.
Женский вариант награды на ленте, свёрнутой бантом.